# ایالت کاچین
ایالت کاچین شمالی‌ترین ایالت میانمار است.

## جغرافیا
این ایالت در شمال و شرق با کشور چین، در جنوب با ایالت شان و در غرب با هند و منطقه ساگینگ مرز دارد.
کاچین ۳۴،۳۷۹ مایل مربع مساحت دارد.
پایتخت این ایالت میتیکینا است و از دیگر شهرهای مطرح آن بامو است.
بلندترین قلهٔ کشور برمه و آسیای جنوب شرقی، قله هکاکابو رازی ، (با ۵٬۸۸۹ متر) و بزرگ‌ترین دریاچهٔ برمه، دریاچه اینداوگی، در این ایالت واقع شده است.
جمعیت آن ۱.۶۸۹ میلیون نفر در سال ۲۰۱۴ بوده است
پایتخت آن Myitkyina است 

## منابع

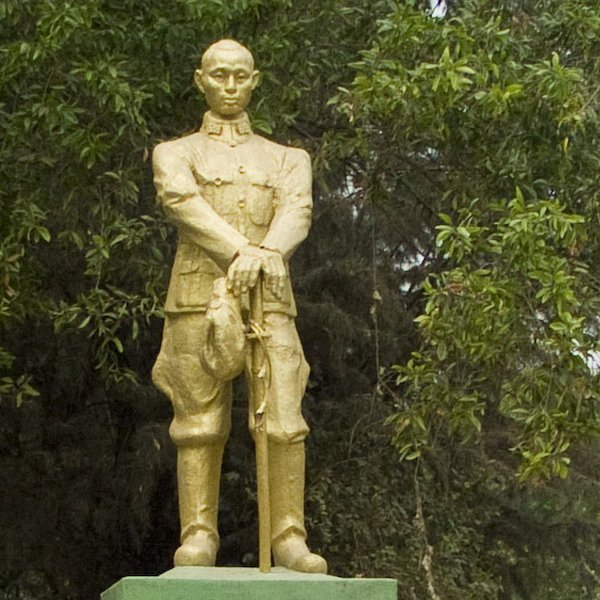